# Dubravka Šuica
Dubravka Šuica (Ragusa, 20 maggio 1957) è una politica croata, Commissaria europea per il Mediterraneo nella Commissione von der Leyen II dal 1º dicembre 2024; in precedenza era stata vicepresidente della Commissione europea nella Commissione von der Leyen I dal 2019 al 2024. Inoltre, Suica ha servito come europarlamentare e sindaca di Ragusa in Croazia.

## Biografia
Šuica ha studiato lingua inglese e tedesca e si è laureata nella facoltà di studi umanistici e scienze sociali dell'Università di Zagabria nel 1981.
Dopo la laurea, Šuica ha lavorato come insegnante di scuola superiore, professoressa e preside a Ragusa (Dubrovnik), fino alla sua elezione a sindaca nel 2001.
È sposata con Stijepo, capitano di navi da crociera e ha una figlia.
La carriera politica di Dubravka Šuica è iniziata nel 1990 quando ha aderito all'Unione Democratica Croata (HDZ); nel 1998 è stata eletta presidente della sezione di Ragusa, ottenendo poi continuamente la rielezione fino al 2012.
Nel 2000, 2003 e 2007 è stata eletta nella lista dell'HDZ al Parlamento croato, dove ha ottenuto diversi ruoli nelle commissioni parlamentari.
Nell'ottobre del 2001 è stata eletta sindaca di Ragusa, incarico che ha mantenuto fino al 2009, risultando la prima sindaca donna della città. In tale veste, nel 2004 è stata eletta vicepresidente del Congresso dei poteri locali e regionali del Consiglio d'Europa e rieletta per altri quattro mandati biennali consecutivi.
La ricchezza di Šuica ammonta a oltre 5 milioni di euro, secondo la sua stessa dichiarazione al parlamento croato. Possiede tre case e due appartamenti in Croazia, un cottage in Bosnia ed Erzegovina, uno yacht e tre auto. Le origini della sua ricchezza sono state oggetto di controversie. Mentre Šuica afferma che questi derivino dall'eredità e dai risparmi sulla vita di suo marito come capitano di marina, i giornalisti hanno contestato tale resoconto come insostenibile. Šuica non ha rilasciato documenti per confermare l'origine della sua ricchezza personale. L'ispettorato croato anticorruzione Uskok ha indagato sulla ricchezza di Šuica, ma l'esito dell'indagine non è stato reso pubblico.
Nel maggio 2012 è stata eletta vicepresidente dell'Unione Democratica Croata e presidente del comitato del partito per gli affari esteri ed europei. Nell'ottobre dello stesso anno è anche stata nominata vicepresidente delle donne del Partito Popolare Europeo.
Alle elezioni europee del 2013 Dubravka Šuica è stata eletta membro del Parlamento europeo, entrando in carica il 1º luglio 2013, al momento dell'adesione della Croazia all'Unione europea. È stata poi rieletta nelle elezioni europee del 2014, piazzandosi seconda per preferenze nella lista dell'HDZ.
È stata rieletta alle europee del 2019. Nell'agosto dello stesso anno, il governo croato ha proposto il suo nome come membro della nuova commissione europea; il 10 settembre successivo la presidente eletta della Commissione, Ursula von der Leyen, presentando la lista dei candidati commissari, ha annunciato di volerle conferire l'incarico di vicepresidente per la democrazia e la demografia. Ha assunto l'incarico il 1º dicembre 2019.
In occasione della formazione della sua seconda commissione, la presidente Ursula von der Leyen ha deciso di affidare a Dubravka Šuica l'incarico di commissaria per il Mediterraneo. Šuica collaborerà principalmente con l'Alta rappresentante Kaja Kallas e sarà responsabile per la realizzazione di un nuovo patto per il Mediterraneo.